# بردمیل (ایذه)
بردمیل (ایذه)، روستایی از توابع بخش سوسن شهرستان ایذه واقع در استان خوزستان ایران است.

## جمعیت
این روستا در دهستان سوسن غربی قرار دارد و بر اساس سرشماری مرکز آمار ایران در سال ۱۳۸۵، جمعیت آن ۴۹۳ نفر (۷۱خانوار) بوده‌است.
این روستا دو بخش است که در یک بخش خانواده های حاجتی و در بخشی دیگر خانواده های الماسی زندگی میکنند